# Bleisure
Bleisure nace por la fusión de dos términos (business: negocios) y (leisure: ocio). Fusión que se da, al  consolidar el viaje de negocios, fuera de la ciudad de residencia, en los años 60´s.  El  viajero de negocios con tendencia bleisure suele estar influenciado por su carrera, motivos de desarrollo, intereses personales y valores como la familia-pareja, cultura y ubicación. Su edad promedio es de 24 a 34 años.  Además de ser  aprendices experienciales, a menudo son personas jóvenes sin hijos ni dependientes, que buscan adquirir nuevos conocimientos, aprendiendo de los demás, según los hallazgos de la investigación de Lichy, J., McLeay F.

## Bleisure
El término como tal  se establece en  1963, con la clasificación estadística de los numerosos viajes internacionales de negocios que se realizaban en la época. Según  Erik Cohen es en  la Conferencia de las Naciones Unidas sobre Viajes y Turismo Internacionales celebrada en Roma, (1963) donde se propone la definición operativa para los turistas internacionales: “…visitantes temporales que permanecen al menos 24 horas en el país visitado y cuyo propósito de viaje puede clasificarse bajo uno de los siguientes encabezados: (i) Ocio ) (ii) negocio.
Sin embargo, este concepto se actualiza en Gran Bretaña en 2009. Mediante la investigación de mercado en nuevas tendencias elaborada por los investigadores Jacob Strand y Miriam Rayman para la empresa consultora “The Future: Laboratories”, como parte de su resumen anual de nuevas tendencias con el objetivo de darlo a conocer como “futura tendencia en viajes de negocios” que revela que el concepto une actividades de negocios y ocio, gracias a la generación “Y” conocida como Millennials.  Para los investigadores Caicedo, Santos y Lima en “Competitiveness of Guayaquil towards bleisure tourism” de 2020. Los viajeros de negocios comprenden dos segmentos: el viajero de negocios individual, que viaja a una ciudad para desarrollar sus actividades comerciales; y el viajero de negocios grupal, caracterizado por participar en congresos, convenciones y ferias en el lugar de destino.   Los investigadores Lichy & McLeay, (2017) en “Bleisure: motivations and typologies”. Afirman que los individuos que combinan sus tareas laborales con el ocio pueden denominarse ‘viajeros bleisure' e informan que “faltan estudios sobre estos viajes híbridos en particular” (p. 517).
De 2009 a 2022 se han publicado 10 artículos científicos sobre el concepto bleisure.  Mientras que la corporativa privada  ha desarrollado más de 10 investigaciones cuantitativas que destacan que el viajero bleisure gusta de un viaje de negocios estable, sumando actividades de ocio en 02 días adicionales, regularmente en fin de semana. En donde los costes generados son pagados por el viajero. Los campos en los que se han desarrollado las investigaciones científicas son:  Business-management,  psicología, informática con el tema (realidad virtual, específicamente en Busan, Corea del Sur). Los países que  realizan  viajes bleisure con mayor frecuencia son:  Estados Unidos, Francia, India,  países  asiáticos, (Japón, Hong Kong) según los hallazgos del análisis bibliométrico realizado, en las plataformas científicas Web of Science (WOS) y SCOPUS de 2022.  El cual resalta que el viajero bleisure suele ser Millennial, personas nacidas entre los años 1980 a 2000, con ingresos anuales de $100.000 (Cien mil dólares estadounidenses).

## Millennialls
Según la ONU en "Perspectivas de la población mundial 2015”.   El 58% de los Millennials viven en Asia, el 19% en India, el 13% en África subsahariana, el 8% está en Europa.  En términos generales: India, China, Estados Unidos, Indonesia y Brasil tienen las poblaciones Millennials más grandes del mundo. En conjunto representan casi la mitad de los Millennials a nivel mundial; lo que no sorprende, porque estos países son los más poblados y la mayoría son mercados emergentes.  Según la agencia de viajes Carlson Wagonlit Travel  (especializada en viajes de negocios); en su informe de  2017  ”Millennials like to Travel in Groups – and Are the Most Security Conscious", destaca que el viajero Millennial está comprendido entre la edad de 24 a 34 años de edad, tiende a ser más sociable que el viajero de negocios standard.
Para Expedia Group, (agencia de viajes online estadounidense) en 2017, afirma que el viajero Millennials reserva sus viajes por medio de una OTA, (Online Travel Agency) seguidos de los motores de búsqueda (39%) y los sitios web de hoteles (33%), según el informe “U.S. Millennial Travelers are Relaxed, Romantic and Embrace #YOLO”.  Mientras que, las conclusiones de la investigación realizada por el TIAA Institute (Teacher Insurance and Annuity Association of America) denominada: “Millennials and money: Financial preparedness and money management practices before COVID-19” de 2020 en Estados Unidos, refleja que son altamente educados y étnicamente diversos. Alrededor del 40% ha obtenido un título universitario y el 28% tiene al menos una licenciatura.  El Foro Económico Mundial en 2016, en su informe: “Are you a bleisure traveller?” afirma que del 52% de la muestra encuestada (652 personas viajeros de negocios)  no disfrutan de 7.2 días de vacaciones al año. Lo que incentivó la  actualización de la política de viaje en una de cada siete  empresas privadas en Estados Unidos; con  el fin de que el viajero durante el viaje sume actividades de ocio, denominándolo: “viaje bleisure” o “bleisure like”.  